# Bray Wyatt
Windham Lawrence Rotunda (ur. 23 maja 1987 w Brooksville na Florydzie, zm. 24 sierpnia 2023 w Tulsa) – amerykański wrestler. Występował w federacji WWE pod pseudonimem ringowym Bray Wyatt. Był posiadaczem tytułów WWE Championship oraz WWE Universal Championship. Jako lider grupy The Wyatt Family posiadał również WWE SmackDown Tag Team Championship.
Podczas pierwszych lat w WWE występował pod pseudonimem Husky Harris i należał do grupy The Nexus. Jego młodszy brat Taylor Rotunda również występuje w WWE pod pseudonimem Bo Dallas. Razem dwukrotnie zdobyli FCW Florida Tag Team Championship. Windham reprezentuje trzecie pokolenie wrestlerskiej rodziny Rotunda. Zapaśnikami byli również jego dziadek (zmarły Blackjack Mulligan), ojciec (Mike Rotunda) i dwóch wujków (Barry i Kendall Windhamowie).

## Dzieciństwo
Rotunda uczęszczał do Hernando High School na Florydzie. Uprawiał zapasy, będąc w liceum wygrał mistrzostwo stanu kategorii wagowej do 125 kg. Szkołę ukończył w 2005. Przez dwa sezony grał w linii defensywnej drużyny futbolu amerykańskiego College of the Sequoias, dzięki czemu otrzymał stypendium i dostał się na Troy University w Alabamie. Porzucił studia, podjąwszy decyzję o zostaniu wrestlerem.

## Kariera wrestlera

### WWE (2009–2021)

#### Florida Championship Wrestling (2009–2010)
W kwietniu 2009 Rotunda zadebiutował w należącej do WWE federacji rozwojowej Florida Championship Wrestling (FCW). Pierwotnie używał pseudonimu Tank Rotundo, który wkrótce został zmieniony na Duke Rotundo. W czerwcu 2009 utworzył tag team ze swoim bratem, Taylorem, występującym pod pseudonimem Bo Rotundo. 23 sierpnia bracia pokonali The Dude Busters (Caylena Crofta i Trenta Barrettę), stając się pretendentami do FCW Florida Tag Team Championship. Jeszcze tej samej nocy pokonali Justina Angela i Krisa Logana w walce o mistrzostwa. Podczas kolejnych odcinków FCW TV zdołali obronić tytuły w walkach z Dylanem Kleinem i Vance’em Archerem oraz Curtem Hawkinsem i Heathem Slaterem. 13 grudnia utracili mistrzostwa na rzecz The Dude Busters.

#### The Nexus (2010–2011)

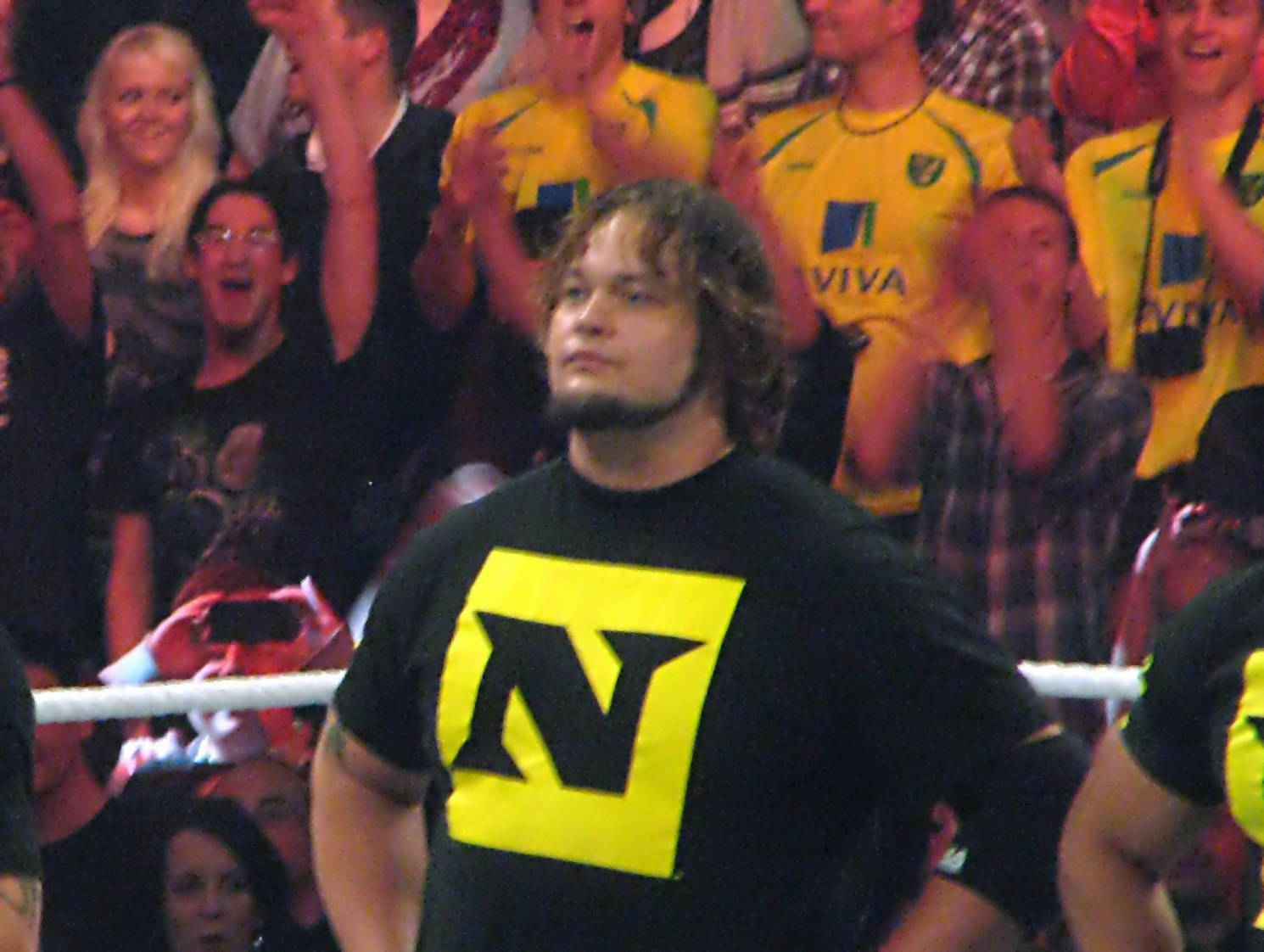
Husky Harris (Rotunda) jako członek grupy The Nexus w listopadzie 2010

2 czerwca 2010 ogłoszono, że Rotunda weźmie udział w drugim sezonie programu NXT. Przyjął pseudonim Husky Harris i wizerunek antagonisty, a jego scenariuszowym mentorem stał się Cody Rhodes. Przez przegraną walkę drużynową oraz atak na komentatorze Matcie Strikerze Harris zajął siódme z ośmiu miejsc w rankingu żółtodziobów. 9 sierpnia uczestnicy NXT wzięli udział w 6-Man Tag Team matchu, który ostatecznie wygrała drużyna Harrisa. Uchroniło to zawodnika od eliminacji. 17 sierpnia został wyeliminowany z rywalizacji; przed odejściem z programu wraz z Rhodesem zaatakował Kavala, MVP oraz Kofiego Kingstona. Harris pojawił się podczas finałowego odcinka, gdzie wraz z innymi wyeliminowanymi uczestnikami zaatakował zwycięzcę sezonu – Kavala.

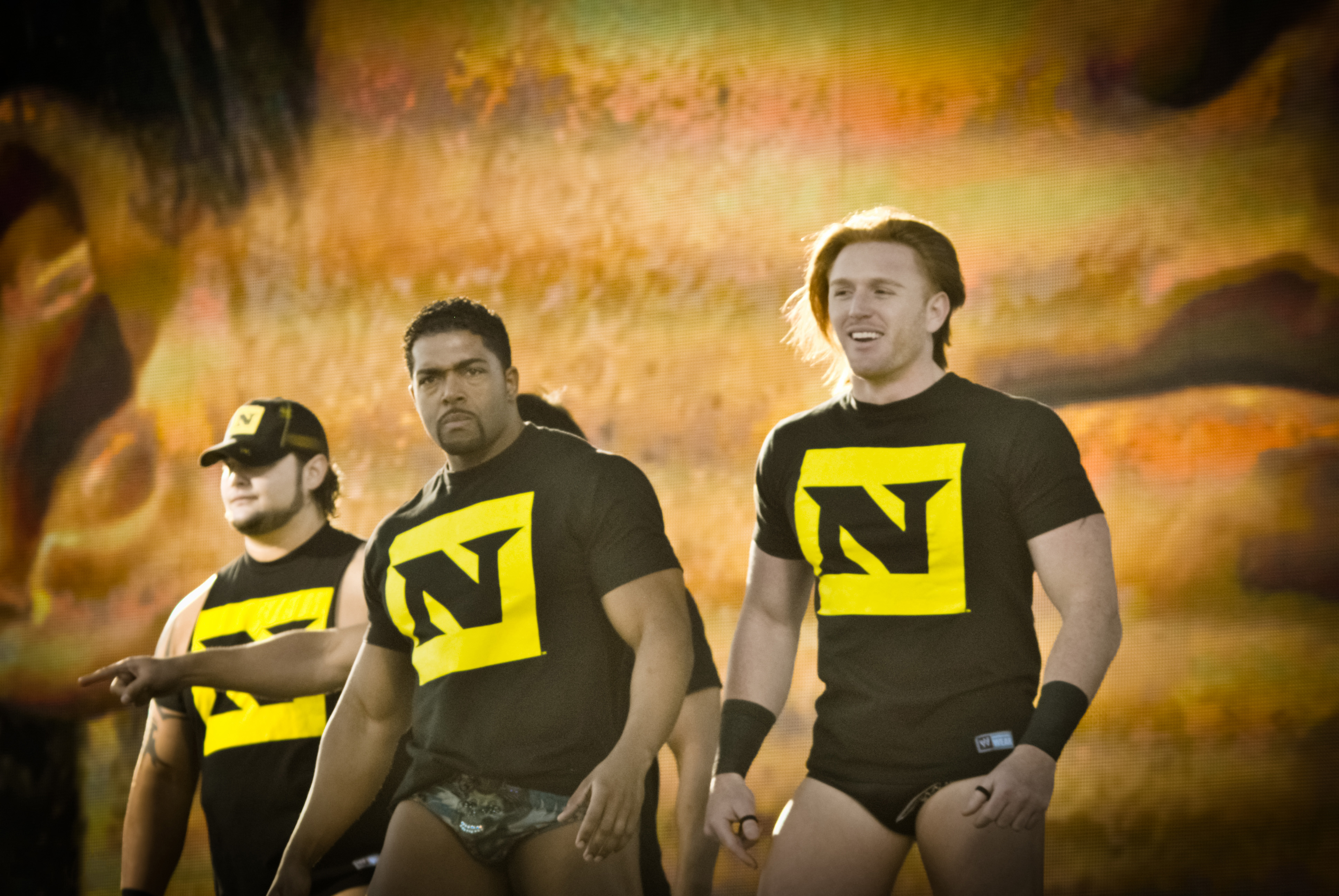
Harris (po lewej) z Davidem Otungą (pośrodku) i Heathem Slaterem (po prawej) jako część grupy The Nexus w grudniu 2010

4 października 2010, na gali Hell in a Cell, zamaskowani Harris i Michael McGillicutty zainterweniowali w walkę między Johnem Ceną a Wade’em Barrettem. Pomogli Barrettowi wygrać pojedynek, przez co, zgodnie z uprzednie ustaloną stypulacją walki, Cena zmuszony był dołączyć do stajni przeciwnika – The Nexus. Tożsamości Harrisa i McGillicutty’ego zostały ujawnione dobę później, podczas odcinka Raw. Barrett odmówił debiutantom dołączenia do Nexus. 18 października Harris i McGillicutty przegrali starcie drużynowe przeciwko Johnowi Cenie i Randy’emu Ortonowi. Wygrana miała zagwarantować im miejsce w The Nexus, ostatecznie jednak – mimo przegranej – zostali przyjęci do grupy Barretta. W styczniu 2011 pozycję lidera grupy przejął CM Punk. W celu wyeliminowania najsłabszych ogniw stajni, Punk zarządził, że każdy z członków Nexus będzie musiał przejść inicjację. Harris zdołał przetrwać próbę w postaci chłosty i dołączył do „The New Nexus”, złożonego z Punka, McGillicutty’ego i Davida Otungi. 31 stycznia Harris i McGillicutty przegrali walkę o WWE Tag Team Championship z Santino Marellą i Vladimirem Kozlovem. Po walce Harris został zaatakowany przez Randy’ego Ortona. Skutkiem ataku była scenariuszowa kontuzja, która pozwoliła Rotundzie na odpoczynek od akcji w ringu.

#### Powrót do FCW (2011–2012)
W marcu 2011 Rotunda został wycofany z głównego rosteru WWE i powrócił do Florida Championship Wrestling. Zaadaptował gimmick Axela Mulligana – zawodnika w masce hokejowej. Postać ta nigdy nie zadebiutowała w FCW TV, a Rotunda wrócił do poprzedniego wizerunku Husky’ego Harrisa. W sierpniu dołączył do rywalizacji między Bo Rotundą (ówczesnym FCW Florida Heavyweight Championem) a Luckym Cannonem i Damienem Sandowem; bracia zdołali pokonać Cannona i Sandowa w Tag Team matchu. W wyniku kontuzji Bo, FCW Florida Heavyweight Championship zostało zawieszone, a wkrótce odbył się turniej mający wyłonić nowego mistrza. W finale zmierzyli się Harris, Dean Ambrose, Leo Kruger oraz Damien Sandow. Starcie wygrał Kruger; podczas walki Harris został zaatakowany przez Richiego Steamboata. Tydzień później Harris zdobył miano pretendenckie do mistrzostwa FCW, lecz po walce po raz kolejny stał się ofiarą ataku ze strony Steamboata i towarzyszącej mu byłej partnerce Bo Rotundy – Aksany. 21 listopada Harris pokonał rywala w Falls Count Anywhere matchu. Steamboat i Harris naprzemiennie interweniowali w walkach z innymi wrestlerami, wskutek czego obaj zostali zawieszeni na okres 30 dni. 8 stycznia 2012 Harris pokonał Steamboata w kończącym rywalizację Bullrope matchu. 19 lutego Harris i Bo Rotundo pokonali Brada Maddoxa i Eliego Cottonwooda w walce o zawieszone FCW Florida Tag Team Championship, zdobywając mistrzostwa po raz drugi. Tytuły utracili 1 kwietnia, w walce z Coreyem Gravesem i Jakiem Carterem.

#### The Wyatt Family (2012–2014)

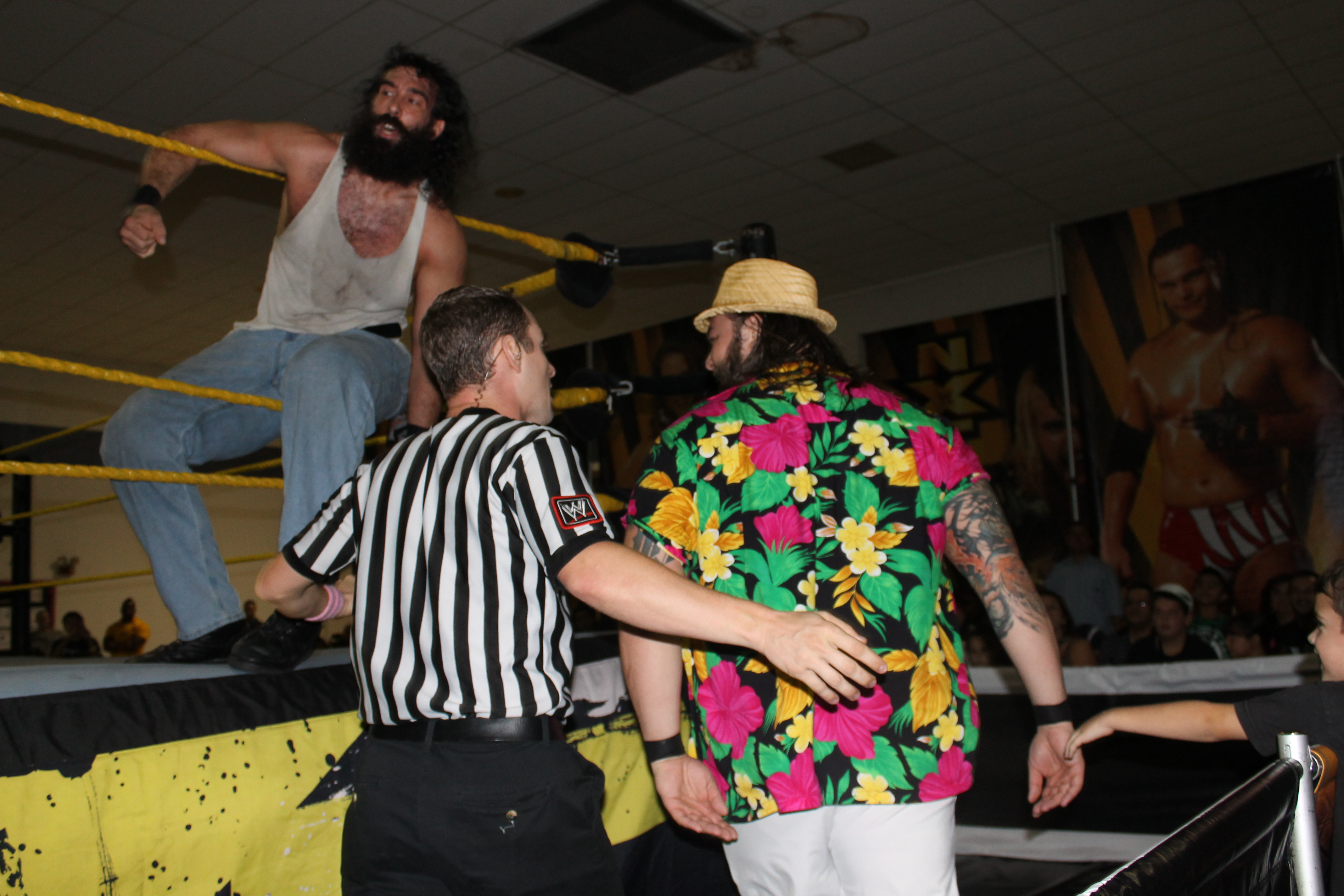
Bray Wyatt i Luke Harper na gali NXT w październiku 2012

W kwietniu 2012 Rotunda zadebiutował w nowym wizerunku, pod pseudonimem Bray Wyatt; jego menedżerem został Eli Cottonwood. W lipcu FCW zostało zamknięte, a wszyscy wrestlerzy szkółki przeniesieni do NXT – nowej rozwojówki WWE. 11 lipca Wyatt zadebiutował w programie telewizyjnym NXT, w swojej pierwszej walce pokonał Aidena Englisha. Wizerunek Wyatta przedstawiony w programie wzorował się na postaciach byłego wrestlera Waylona Mercy’ego, przestępcy Charlesa Mansona, jak również Maxa Cady’ego z filmu Przylądek strachu. Niedługo po debiucie Rotunda odniósł kontuzję mięśnia piersiowego większego, która wymagała operacji i przerwy od występów w ringu. Wciąż jednak pojawiał się w NXT, a w listopadzie uformował frakcję The Wyatt Family, składającej się z Wyatta jako przywódcy kultu oraz jego poddanych – Luke’a Harpera i Ericka Rowana. 21 lutego 2013 Wyatt zawalczył po raz pierwszy od czasu odniesienia kontuzji; pokonał Yoshiego Tatsu. 13 marca przegrał pojedynek z Bo Dallasem. Była to jego pierwsza przegrana od czasu debiutu; widzom nie ujawniono powiązań rodzinnych między zawodnikami. The Wyatt Family wzięło udział w turnieju o zawieszone NXT Tag Team Championship; w finale turnieju przegrali z Adrianem Neville’em i Oliverem Greyem. 8 maja Harper i Rowan pokonali Neville’a i Bo Dallasa w walce rewanżowej o mistrzostwa. Wkrótce The Wyatt Family rozpoczęło rywalizację z Coreyem Gravesem i Kassiusem Ohno. 29 maja Wyatt wyeliminował obu rywali z 18-osobowego Battle Royalu o miano pretendenckie do NXT Championship. 17 lipca Harper i Rowan utracili mistrzostwa na rzecz Neville’a i Gravesa.

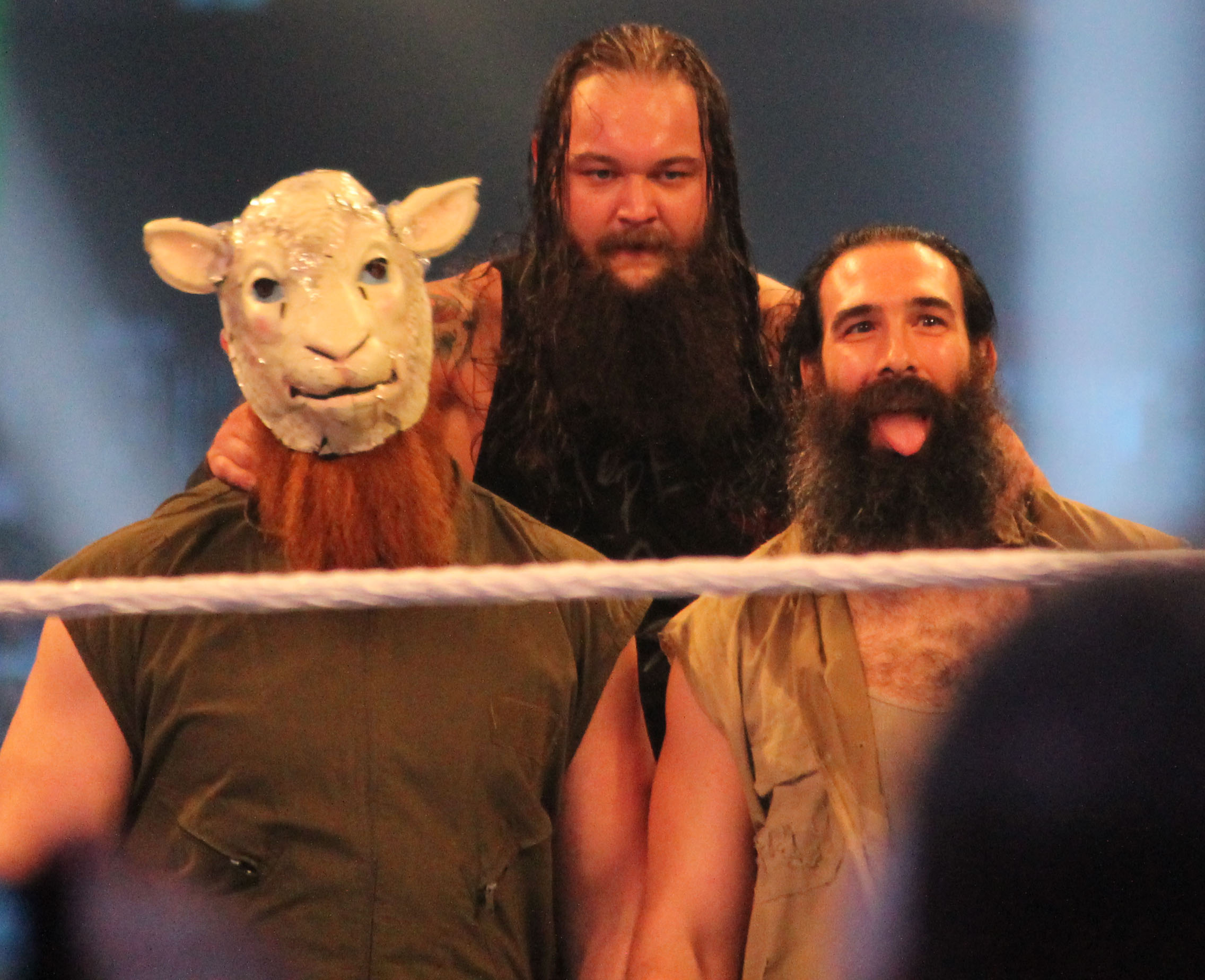
Wyatt (pośrodku) z The Wyatt Family podczas WrestleManii XXX

Podczas odcinka Raw z 27 maja 2013, WWE zaczęło wypuszczać winietki, promujące nadchodzący debiut The Wyatt Family w głównym rosterze WWE. Stajnia zadebiutowała 8 lipca, atakując Kane’a podczas odcinka Raw. Po kolejnym ataku Kane wyzwał Wyatta na Ring of Fire match. Walka odbyła się na gali SummerSlam, a jej zwycięzcą – dzięki interwencji Harpera i Rowana – okazał się Wyatt. Po walce członkowie Wyatt Family wynieśli Kane’a na zaplecze. Podczas gali Battleground Wyatt pokonał Kofiego Kingstona.
Pod koniec października grupa rozpoczęła rywalizację z CM Punkiem i Danielem Bryanem. Doprowadziło to do walki na gali Survivor Series, w której Rowan i Harper zostali pokonani przez rywali. W następnych tygodniach Wyatt Family próbowało przekonać Bryana do dołączenia do stajni. Na TLC: Tables, Ladders & Chairs trio pokonało Bryana w 3-on-1 Handicap matchu. Podczas ostatniego Raw w 2013 Bryan przegrał walkę z Wyattem i ostatecznie zmuszony do dołączenia do Wyatt Family. W następnych tygodniach drużyna odnosiła porażki, za co obwiniono i ukarano Bryana. W odwecie Bryan zaatakował pozostałych członków grupy i ostatecznie odłączył się od niej. Na Royal Rumble Wyatt pokonał Bryana, kończąc rywalizację. Tej samej nocy The Wyatt Family spowodowało przegraną Johna Ceny w walce o WWE World Heavyweight Championship z Randym Ortonem.

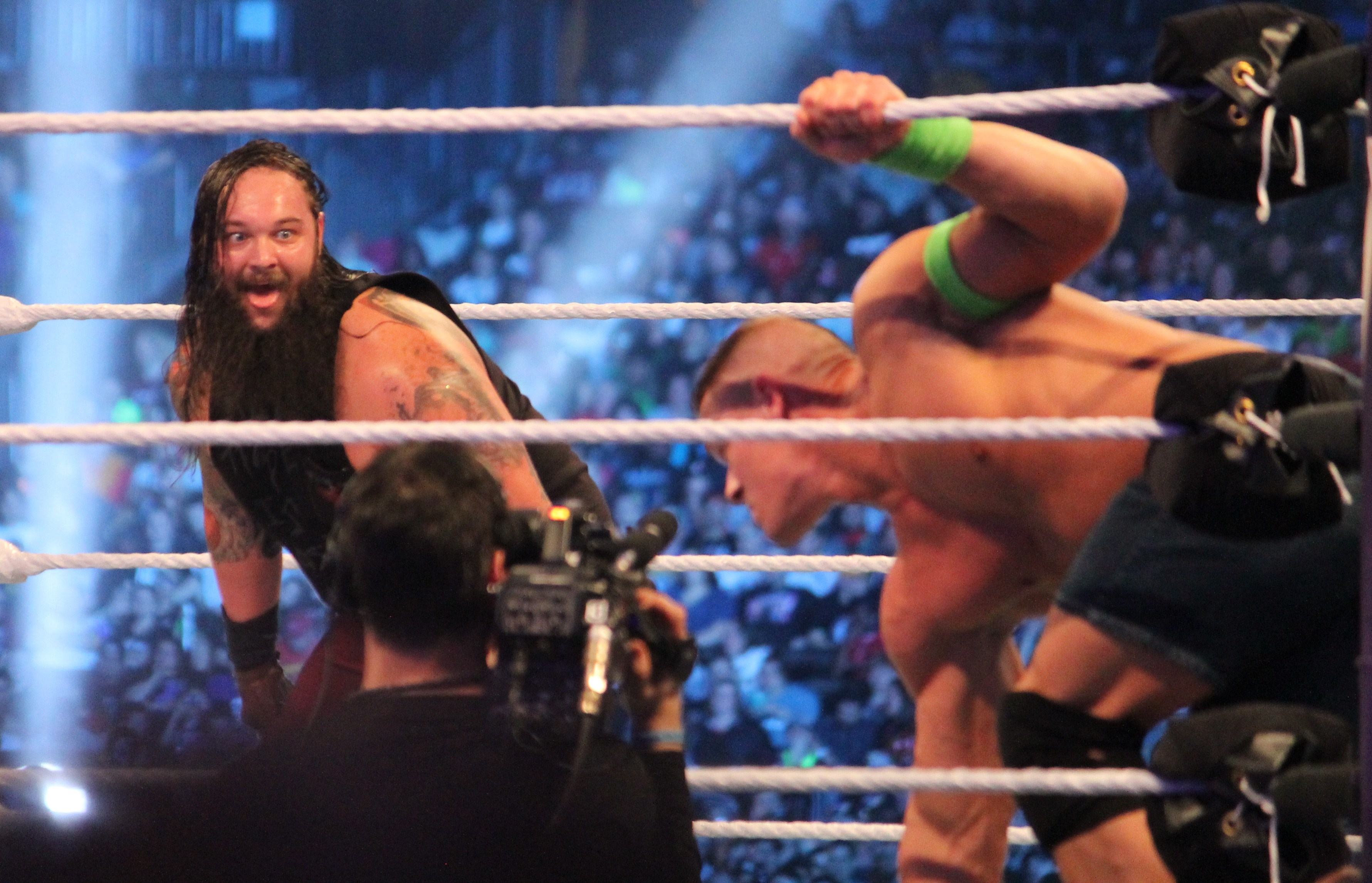
Wyatt walczący z Johnem Ceną na WrestleManii XXX w kwietniu 2014

27 stycznia Wyatt Family uniemożliwiło grupie The Shield zakwalifikowanie się do walki na gali Elimination Chamber. Doprowadziło to do starcia między frakcjami podczas Eliminiation Chamber, z której zwycięsko wyszło Wyatt Family. Tego samego wieczoru grupa po raz kolejny odebrała Johnowi Cenie szansę na zdobycie mistrzostwa. W kolejnych tygodniach Wyatt próbował udowodnić, że heroiczne czyny i postać Johna Ceny to kłamstwa, próbując sprowokować rywala do „zmiany w potwora”. Bray zmierzył się z Ceną w pojedynku na WrestleManii XXX, który ostatecznie przegrał, mimo interwencji ze strony Harpera i Rowana. Po WrestleManii kontynuowano rywalizację, a Wyatt skupił swoją uwagę na najmłodszych fanach Ceny. Na Extreme Rules Wyatt pokonał rywala w Steel Cage matchu dzięki interwencji ze strony reszty Wyatt Family i przebranego dziecka, które odwróciło uwagę Ceny. Kończący rywalizację Last Man Standing match odbył się podczas gali Payback; wygrał go John Cena.
13 czerwca, podczas SmackDown, Wyatt pokonał Deana Ambrose’a, kwalifikując się do Money in the Bank Ladder matchu o WWE World Heavyweight Championship na Money in the Bank; walkę o mistrzostwo na gali wygrał John Cena. 30 czerwca Wyatt Family rozpoczęło rywalizację z powracającym do WWE Chrisem Jericho. Wyatt przegrał pojedynek z rywalem na Battleground, ale pokonał go w starciu rewanżowym na gali SummerSlam. Feud z Jericho zakończył się wygranym przez Wyatta Steel Cage matchem podczas Raw z 8 września.

#### Kariera singlowa (2014–2015)

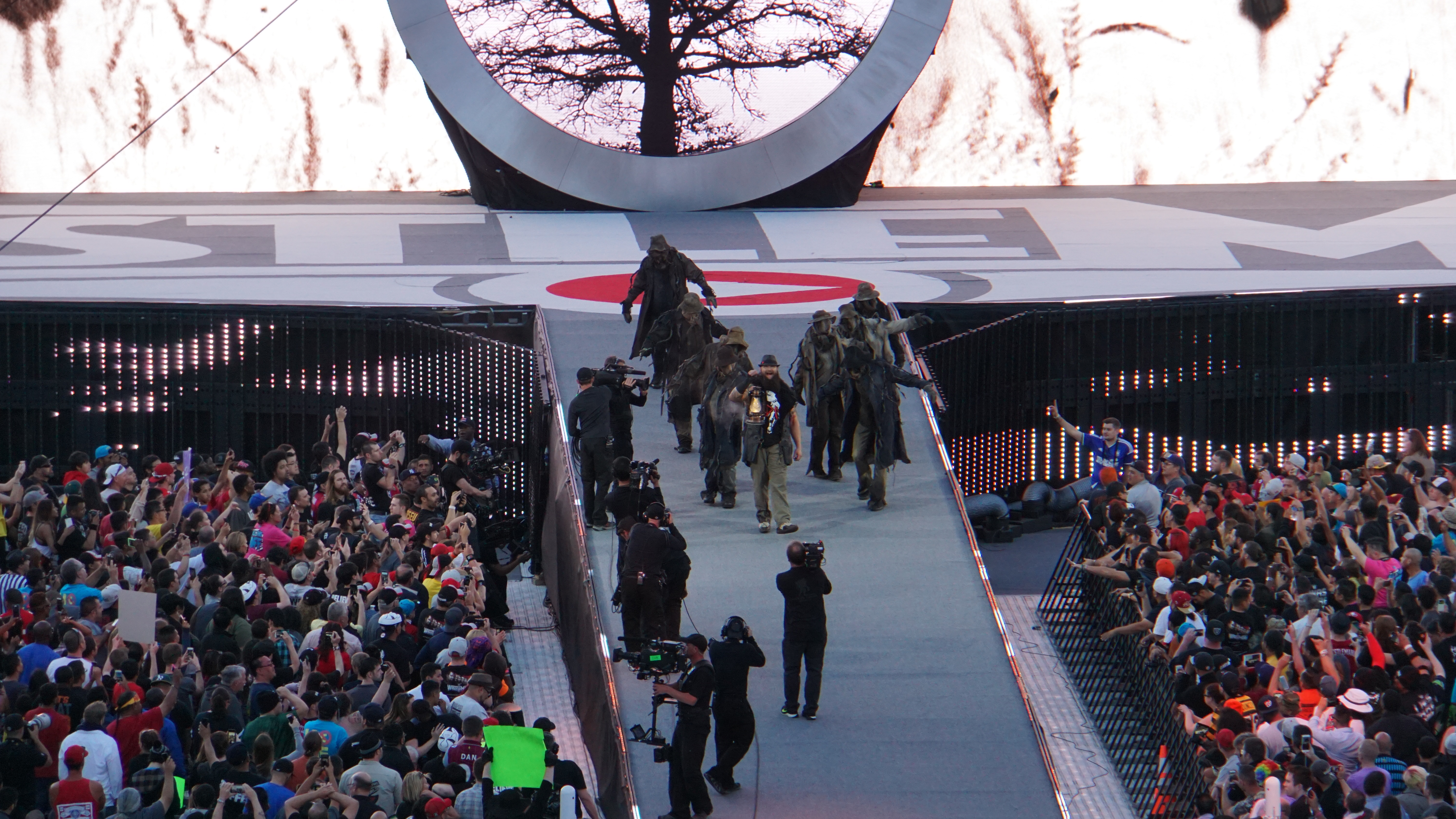
Wyatt podczas wejścia do ringu na WrestleManii 31

Począwszy od 29 września podczas programów WWE zaczęto ukazywać filmy, przedstawiające Wyatta „uwalniającego” Harpera i Rowana. Wyatt Family zakończyło działalność, a jej członkowie rozpoczęli kariery singlowe. Na Hell in a Cell Wyatt powrócił po krótkiej przerwie, atakując Deana Ambrose’a podczas jego walki z Sethem Rollinsem. W kolejnych tygodniach zobowiązał się „naprawić Ambrose’a, tak jak naprawił Harpera i Rowana”. Doprowadziło to do pojedynku między Wyattem a Ambrosem na gali Survivor Series; podczas walki Ambrose zaatakował przeciwnika krzesłem, co spowodowało jego dyskwalifikację. Podczas grudniowej gali TLC: Tables, Ladders & Chairs Wyatt pokonał Ambrose’a w Tables, Ladders and Chairs matchu, a 22 grudnia wygrał Miracle on 34th Street Fight przeciwko rywalowi. Feud zakończył się wygranym przez Wyatta Ambulance matchem podczas Raw z 5 stycznia 2015.
Na gali Royal Rumble Wyatt wziął udział w Royal Rumble matchu, dołączając do walki z numerem piątym. Spędził w ringu 47 minut, ostatecznie został wyeliminowany przez Big Showa i Kane’a. Po gali zaczął nazywać samego siebie „The New Face of Fear” (pl. nowym obliczem strachu). Podczas Fastlane Wyatt wyzwał The Undertakera do walki na WrestleManii 31. Undertaker przyjął wyzwanie i ostatecznie pokonał Wyatta. Po WrestleManii Wyatt rozpoczął rywalizację z Rybackiem, atakując go podczas Raw z 27 kwietnia. Pokonał rywala w walce singlowej na gali Payback.

#### Powrót The Wyatt Family (2015–2017)

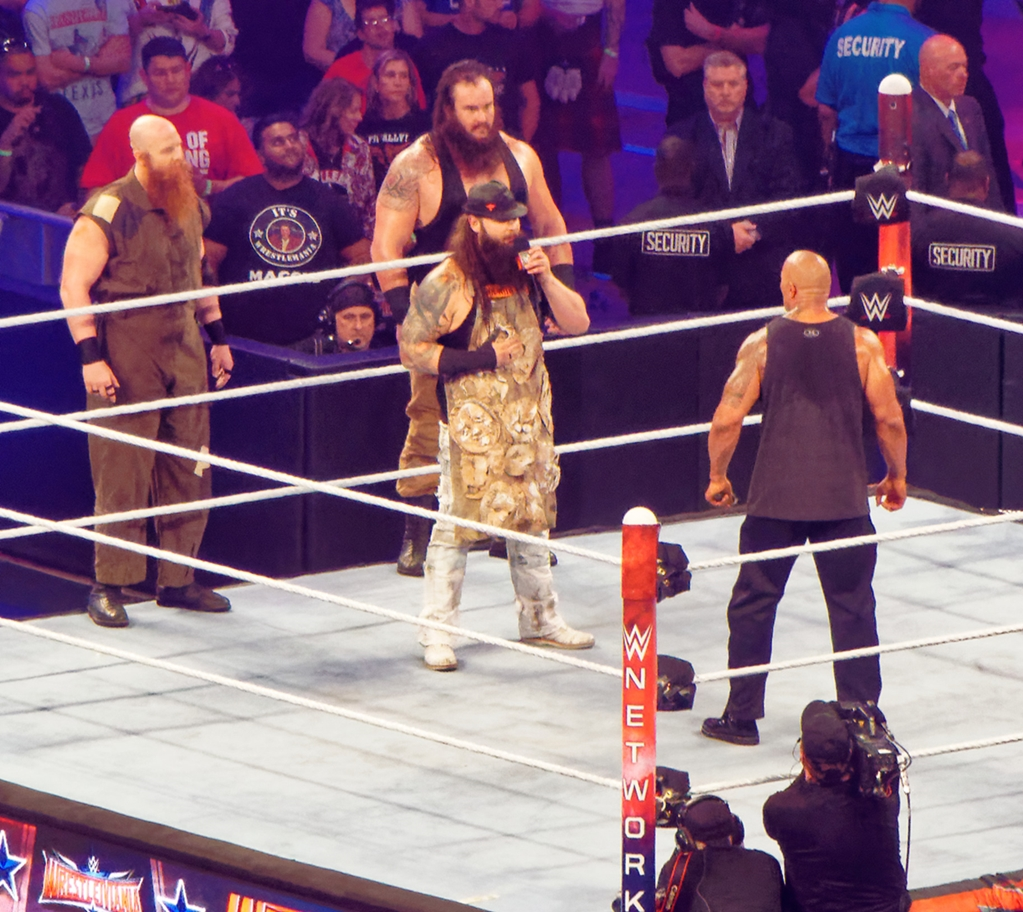
The Wyatt Family konfrontujące się z The Rockiem na WrestleManii 32

Na gali Money in the Bank Wyatt zainterweniował w Money in the Bank Ladder matchu, atakując Romana Reignsa i odbierając mu szansę na zdobycie walizki. Dwójka zmierzyła się ze sobą podczas gali Battleground, gdzie Wyatt pokonał Reignsa z pomocą byłego członka Wyatt Family – Luke’a Harpera. W sierpniu, na gali SummerSlam, Wyatt i Harper przegrali starcie drużynowe przeciwko Reignsowi i Deanowi AmbRose’owi. 24 sierpnia Wyatt przedstawił fanom nowego członka Wyatt Family – Brauna Strowmana. Na gali Night of Champions Wyatt Family pokonało Reignsa, Ambrose’a i Chrisa Jericho w Six-Man Tag Team matchu. Podczas październikowej gali Hell in a Cell Wyatt poniósł porażkę w Hell in a Cell matchu przeciwko Reignsowi, lecz jeszcze tej samej nocy wraz z resztą Wyatt Family zaatakował i uprowadził The Undertakera. Dzień później podobny los spotkał scenariuszowego brata Undertakera – Kane’a. Kulminacją kilkutygodniowej rywalizacji było starcie drużynowe między Wyattem i Harperem a The Brothers of Destruction na gali Survivor Series, z którego zwycięsko wyszli Undertaker i Kane.
Na gali TLC: Tables, Ladders & Chairs Wyatt Family pokonało Team ECW (Bubbę Raya i D-Vona Dudleyów, Tommy’ego Dreamera oraz Rhyno) w Tables matchu na zasadach eliminacji. W styczniu 2016 członkowie frakcji wzięli udział w Royal Rumble matchu, wyeliminowali z walki Brocka Lesnara, żaden z nich jednak nie wygrał starcia. Podczas gali Roadblock Wyatt miał zmierzyć się z Lesnarem w pojedynku singlowym, ostatecznie jednak doszło do Handicap matchu, w którym Lesnar pokonał Wyatta i Luke’a Harpera. Grupa Wyatta pojawiła się na WrestleManii 32 w segmencie z The Rockiem; bezpośrednim skutkiem konfronatcji była trwająca zaledwie sześć sekund, wygrana przez Rocka walka z Erickiem Rowanem. Nazajutrz frakcja zaatakowała The League of Nations. 13 kwietnia, podczas house showu we Włoszech, Wyatt odniósł kontuzję prawej łydki, która wyłączyła całe Wyatt Family z akcji i przedwcześnie zakończyła rywalizację z League of Nations. Po powrocie, 20 czerwca na Raw, stajnia rozpoczęła feud z posiadaczami WWE Tag Team Championship – The New Day. Drużyny zmierzyły się na gali Battleground, a zwycięsko z walki wyszło Wyatt Family.
Wskutek drugiego podziału WWE na brandy i Draftu Wyatt i Erick Rowan stali się członkami rosteru SmackDown, Strowman natomiast pozostał na Raw. 16 sierpnia Wyatt zakończył współpracę z Rowanem, a tydzień później rozpoczął rywalizację z Randym Ortonem. Dwójka miała zawalczyć ze sobą na gali Backlash, lecz tuż przed rozpoczęciem pojedynku Wyatt zaatakował przeciwnika, czyniąc Ortona niezdolnym do walki i wygrywając przez walkower. Ostatecznie Wyatt zmierzył się i przegrał z Kanem w No Holds Barred matchu. Na No Mercy wygrał walkę rewanżową z Ortonem dzięki interwencji powracającego Luke’a Harpera. 25 października, podczas odcinka SmackDown Live, Orton przerwał pojedynek między Wyattem a Kanem, zaatakował tego drugiego, po czym dołączył do frakcji Wyatta. Na gali Survivor Series Orton i Wyatt reprezentowali SmackDown w 5-on-5 Elimination Tag Team matchu; obaj stali się ostatnimi przetrwałymi, gwarantując zwycięstwo swojej drużynie. Podczas TLC: Tables, Ladders & Chairs duo zdobyło WWE SmackDown Tag Team Championship, odbierając je z rąk Heatha Slatera i Rhyno. Wyatt Family broniło mistrzostw wykorzystując zasadę Freebird Rule, dzięki której wszyscy trzej członkowie grupy uznawani byli za mistrzów. Tytuły utracili 27 grudnia, kiedy skłóceni Orton i Harper przegrali starcie z American Alpha. Z powodu napięcia między Harperem a Ortonem Wyatt Family nie było w stanie odzyskać mistrzostw w walce rewanżowej; ostatecznie doprowadziło to do wyrzucenia Harpera z grupy. Wyatt wziął udział w Royal Rumble matchu na gali Royal Rumble, dołączając do walki z numerem 21; został wyeliminowany przez Romana Reignsa, a ostatecznym zwycięzcą starcia okazał się Orton.

#### WWE Champion, różne rywalizacje (2017–2019)
12 lutego, na gali Elimination Chamber, Wyatt wziął udział w Elimination Chamber matchu o WWE Championship; jako ostatnich wyeliminował AJ Stylesa i broniącego mistrzostwa Johna Cenę, wygrywając walkę i zdobywając WWE Championship po raz pierwszy w karierze. Następnej nocy na SmackDown Live po tym, jak Wyatt obronił tytuł w walce z Ceną i Stylesem, Orton wkroczył do ringu i zapowiedział, że jako zwycięzca Royal Rumble matchu nie zawalczy z Wyattem na WrestleManii 33. 28 lutego Orton zdradził Wyatta; ostatecznie zawalczyli przeciwko sobie na WrestleManii. Wyatt przegrał pojedynek z Ortonem, tracąc WWE Championship po 49 dniach panowania. 10 kwietnia, w wyniku Superstar Shake-upu, Wyatt został przeniesiony do brandu Raw. Mimo przenosin kontynuował rywalizację z Ortonem, mierząc się z nim w wygranym House of Horrors matchu na gali Payback.
1 maja Wyatt i Samoa Joe zaatakowali Finna Balora, Setha Rollinsa i The Miza, dołączając do grona zawodników rywalizujących o miano pretendenckie do WWE Universal Championship, będącego w posiadaniu Brocka Lesnara. Kulminacją kilkutygodniowego feudu między Wyattem, Joem, Balorem, Rollinsem i Romanem Reignsem był Fatal 5-Way match na gali Extreme Rules, skąd zwycięsko wyszedł Samoa Joe. Po Extreme Rules Wyatt skupił swoją uwagę na Rollinsie, pokonując go w dwóch walkach: na Great Balls of Fire i kolejnym Raw. W następnym tygodniu wdał się w rywalizację z Finnem Balorem, przekazując mu zaszyfrowane groźby i powodując jego przegraną w pojedynku z Eliasem Samsonem. Pokonał Balora podczas Raw z 24 lipca, lecz uległ rywalowi w walce rewanżowej na gali SummerSlam. Tydzień później Wyatt uniemożliwił Balorowi wygraną w Battle Royalu o WWE Intercontinental Championship. Na No Mercy przegrał kolejne starcie przeciwko Balorowi, mimo wcześniejszego ataku z zaskoczenia na rywalu. W kolejnych tygodniach Wyatt zaczął używać swojej drugiej osobowości – Sister Abigail. Rywale mieli zmierzyć się jeszcze raz, podczas TLC: Tables, Ladders & Chairs, lecz z powodu choroby Wyatt nie mógł wziąć udziału w walce.
W listopadzie, Wyatt rozpoczął feud z Mattem Hardym po pokonaniu go w walce, co doprowadziło do ponownego pojawienia się gimmicku Hardy’ego "Broken". Obaj walczyli ponownie podczas Raw 25 Years w styczniu 2018 roku, gdzie Wyatt po raz kolejny zwyciężył. 28 stycznia, Wyatt wszedł do Royal Rumble matchu z numerem 8, ale nie udało mu się wygrać walki po tym, jak Wyatt i Hardy wyeliminowali się nawzajem. W lutym na Elimination Chamber, Wyatt został pokonany przez Hardy’ego w pojedynku singlowym. 19 marca na Raw, Hardy pokonał Wyatta w Ultimate Deletion matchu. Po walce, Hardy wepchnął Wyatta do "Jeziora Reinkarnacji", gdzie Wyatt zniknął, czyniąc jego status nieznanym. Na WrestleManii 34 w kwietniu, Wyatt wrócił jako face, jak ingerował w André the Giant Memorial Battle Royal, pomagając Hardy’emu wygrać. Stworzyli drużynę i 27 kwietnia wygrali zwakowany WWE Raw Tag Team Championship na Greatest Royal Rumble, pokonując Cesaro i Sheamusa. Stracili tytuły na rzecz The B-Team (Bo Dallas i Curtis Axel) w swojej pierwszej obronie tytułu pay-per-view na Extreme Rules w lipcu. 23 lipca na odcinku Raw powołali się na klauzulę rewanżową przeciwko The B-Team, ale przegrali. Niedługo potem Hardy wziął czas wolny, aby wyleczyć swoje kontuzje, rozwiązując zespół.

#### The Fiend (2019–2021)

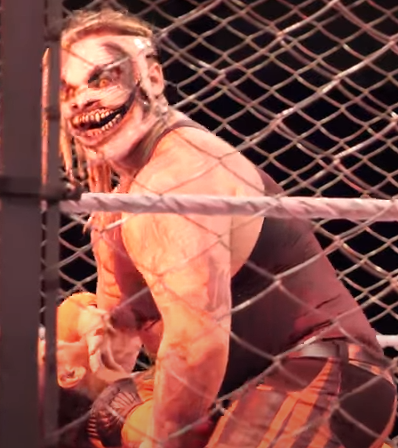
Rotunda ogdrywający postać The Fiend.

Bray Wyatt powrócił na Raw 12 sierpnia 2019 gdzie zadebiutował ponownie tym razem z nowym gimmickiem i pod pseudonimem ringowym "The Fiend" atakując Finna Bálora, przechodząc heel turn. W swojej debiutanckiej walce jako The Fiend, Wyatt pokonał Bálora na SummerSlam. Następnie rozpoczął feud z Universal Championem Sethem Rollinsem atakując go na Clash of Champions. Ich walka na Hell in a Cell w Hell in a Cell matchu zakończyła się zatrzymaniem walki przez sędziego, po tym, jak The Fiend został zakopany pod kilkoma broniami i uderzony młotkiem przez Rollinsa. W rewanżowym pojedynku na Crown Jewel, Wyatt pokonał Rollinsa w Falls Count Anywhere matchu i zdobył Universal Championship. Po tym, Wyatt rozpoczął feud z Danielem Bryanem, broniąc przeciwko niemu tytuł na Survivor Series. Gdy Bryan był nieobecny w następnym tygodniu, Wyatt rozpoczął krótki feud ze starym rywalem Bryana, The Mizem, którego kulminacją był non-titlee match na TLC: Tables, Ladders & Chairs, gdzie Wyatt po raz pierwszy walczył jako jego postać Firefly Fun House i pokonał Miza. Na Royal Rumble, Wyatt znowu pokonał Bryana, ale tym razem w Strap matchu. Na Super ShowDown, Wyatt stracił Universal Championship na rzecz Goldberga. Następnej nocy na SmackDown, The Fiend skonfrontował się z powracającym Johnem Ceną i wyzwał go na pojedynek na WrestleManii 36, który Cena zaakceptował – rewanż z WrestleManii XXX z 2014 roku. Podczas gali, zamiast tradycyjnej walki wrestlingowej, obaj zmierzyli się w surrealistycznej podróży przez historię, gdy rozegrały się chwile z historii Wyatta i Ceny. Fiend ostatecznie pokonał Cenę; oznaczało to pierwsze (i jedyne) zwycięstwo Wyatta na WrestleManii.
10 kwietnia na SmackDown, Wyatt rzucił wyzwanie Braunowi Strowmanowi, który wygrał Universal Championship na WrestleManii. Zaplanowano walkę pomiędzy nimi na Money in the Bank, gdzie Wyatt, walczący jako jego postać z Firefly Fun House, nie zdobył mistrzostwa. Po miesięcznej przerwie, Wyatt powrócił w odcinku Firefly Fun House na odcinku SmackDown z 19 czerwca, aby skonfrontować się ze Strowmanem, ponownie wprowadzając swój oryginalny gimmick „Eater of The Worlds” i przywracając ich rywalizację. Na The Horror Show at Extreme Rules, Wyatt pokonał Strowmana w non-title match, zwanym Wyatt Swamp Fight. 31 lipca na odcinku SmackDown, The Fiend powrócił, atakując Alexę Bliss, którą Strowman darzył sympatią. Dwa tygodnie później, po tym, jak Strowman zaatakował Bliss, The Fiend wydawał się próbować pomóc Bliss, gdy pojawił się Strowman i The Fiend śmiali się razem, potwierdzając swoją walkę. Na SummerSlam The Fiend pokonał Strowmana i po raz drugi zdobył Universal Championship. Po walce, The Fiend i Strowman zostali zaatakowani przez powracającego Romana Reignsa. Tydzień później na Payback, The Fiend bronił tytuł przed Braunem Strowmanem i Romanem Reignsem w Triple Threat matchu, w którym Reigns przypiął Strowmana, aby zdobyć tytuł.
We wrześniu jego imię ringowe zostało skrócone do The Fiend. Fiend powrócił 2 października na odcinku SmackDown i zaatakował Kevina Owensa. Po zaatakowaniu Owensa, wyciągnął rękę do Alexy Bliss, którą wzięła, uśmiechnęła się i oboje zniknęli. Fiend miał wtedy swój pierwszą walkę na SmackDown przeciwko Owensowi w następnym odcinku, w którym pokonał Owensa. 26 października na odcinku Raw, ponownie rozpalił swój dawny feud z Randym Ortonem, a na TLC: Tables, Ladders & Chairs 20 grudnia Orton pokonał The Fienda w Firefly Inferno matchu, po czym podpalił swoje ciało.
Na Fastlane 21 marca 2021 roku, Fiend powrócił jako animator z nowym groteskowym wyglądem ze zwęgloną skórą i strojem w wyniku podpalenia, pomagając Alexie Bliss podczas jej międzypłciowego pojędynku z Randym Ortonem, atakując Ortona ruchem Sister Abigail i pozwalając Bliss odnieść zwycięstwo. Kolejna walka pomiędzy The Fiendem i Ortonem została zaplanowana na WrestleManię 37. Fiend powrócił, gdy jego stary wygląd bez zwęglonej skóry i stroju w walce, Bliss pojawiła się na szczycie pudełka z czarnym płynem spływającym po jej twarzy. Rozproszyło to The Fienda wystarczająco długo, aby Orton mógł wykonać RKO i zdobyć wygraną. Po krótkim spojrzeniu pomiędzy The Fiendem i Bliss, światła zgasły i para zniknęła. W następnym odcinku Raw, 12 kwietnia 2021, Bliss oświadczyła, że już go nie potrzebuje, podczas gdy radosna persona Wyatta Firefly Fun House powróciła również w segmencie Firefly Fun House, stwierdzając, że nie może się doczekać nowego startu. To oznaczało ostatni występ Wyatta w WWE, kiedy został zwolniony 31 lipca 2021 roku, kończąc w ten sposób jego 12-letnią kadencję w federacji.

#### Powrót do WWE (2022–2023)
Po tygodniach tajemniczych wskazówek, Wyatt powrócił do WWE na Extreme Rules 8 października 2022 roku. Niedługo po jego powrocie do WWE, Wyatt zaczął być prześladowanym przez tajemniczą postać o imieniu Uncle Howdy (pol. Wujek Howdy), którą odgrywać zaczął jego brat Bo Dallas. W kolejnych tygodniach prowadził rywalizację z LA Knightem oraz Bobbym Lashleyem. W marcu 2023 Wyatt został wycofany z występów telewizji ze względu na pogorszenie się stanu zdrowia. 24 sierpnia 2023 ogłoszono, że Rotunda zmarł niespodziewanie w wieku 36 lat. Jego starcie z LA Knightem na gali Royal Rumble (2023) było z kolei jego ostatnią transmitowaną w telewizji walką przed śmiercią.

## Śmierć
Rotunda zmarł 24 sierpnia 2023 roku w wieku 36 lat na zawał serca. Śmierć Rotundy została ogłoszona przez głównego twórcę treści WWE i byłego wrestlera Triple H’a na Twitterze. Przed śmiercią Rotunda od lutego zmagał się z nieujawnioną chorobą, która według doniesień zagrażała życiu. Według doniesień na kilka dni przed śmiercią Rotunda robił pozytywne postępy w powrocie do zdrowia i zaledwie dwa tygodnie przed śmiercią uzyskał zgodę lekarzy na powrót do WWE. Wkrótce po jego śmierci ujawniono, że przyczyną choroby był COVID-19, który zaostrzył istniejącą chorobę serca.

## Życie prywatne
Windham Rotunda od 2012 roku był żonaty z Samanthą, z którą miał dwie córki. W 2017 roku małżonkowie rozwiedli się. Później nawiązał bliższą znajomość z wrestlerką i prezenterką WWE Joseann „JoJo” Offerman, z którą doczekał się dwójki dzieci: syna Knasha Sixxa Rotundy (ur. 2019) i córki Hyrie Von Rotundy (ur. 2020). W kwietniu 2022 roku Rotunda i Offerman zaręczyli się.
Rotunda był fanem drużyn Oakland Raiders (futbol amerykański) oraz Toronto Maple Leafs (hokej na lodzie).

## Styl walki
- Finishery
  - Jako Axel Mulligan
    - Stunner

  - Jako Bray Wyatt

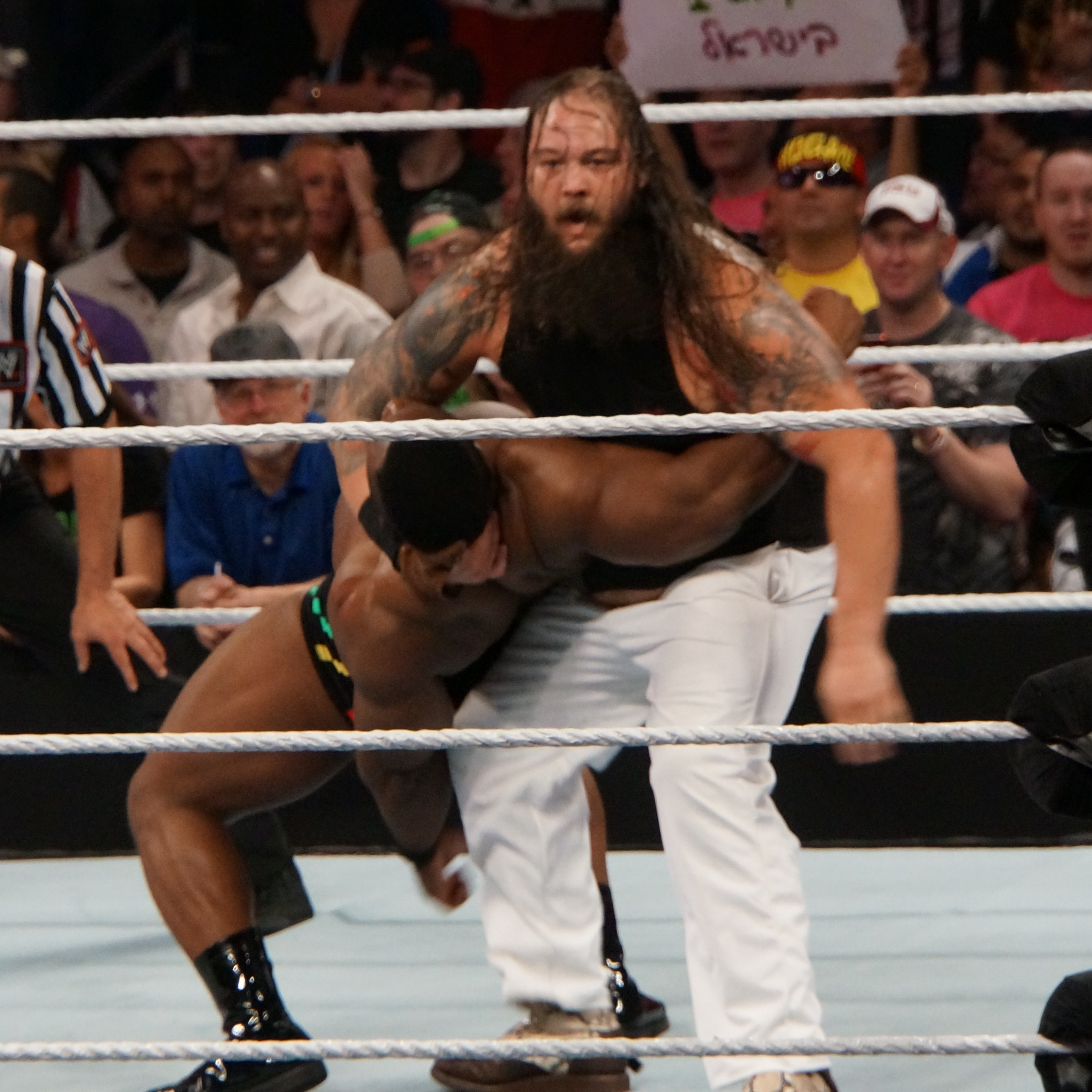
Wyatt przygotowujący się do wykonania Sister Abigail (Swinging reverse STO) na Big E

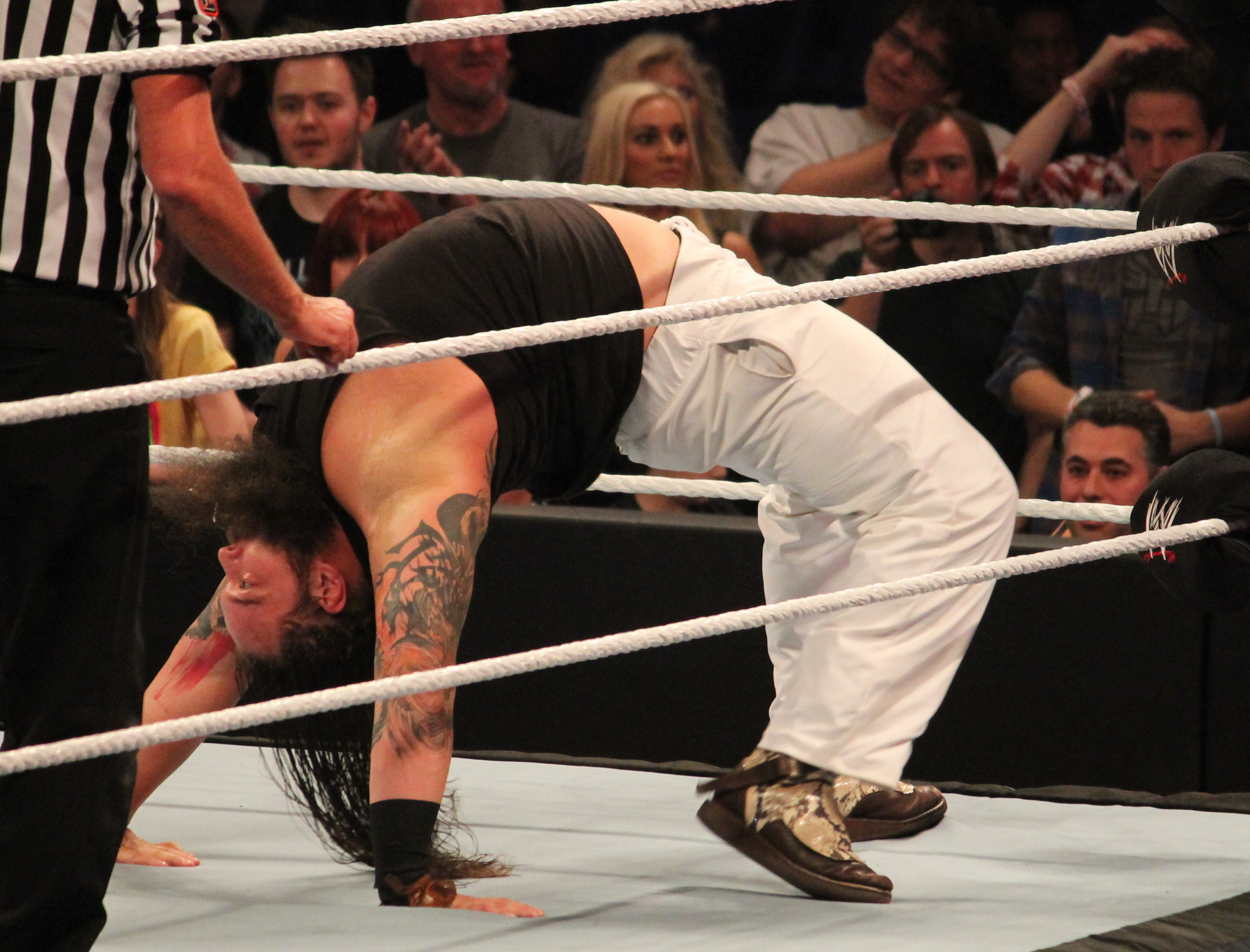
Wyatt pozujący w ringu

  - Mandible Claw (Od 2019 zaadaptowane od Micka Foleya)
  - 
    - Sister Abigail[3] (Swinging reverse STO)[164][165][166]

  - Jako Husky Harris
    - Running senton[167][168]
    - Swinging reverse STO[169]
- Inne ruchy
  - Body avalanche[170][171][172][173]
  - Drop suplex[174]
  - Running body block[174]
  - Running crossbody[170][173][175]
  - Running senton[174]
  - Short-arm clothesline[172][176], czasem z rozbiegu[174]
  - Uranage[168]
- Menedżerowie
  - Cody Rhodes
- Menedżerował
  - Brauna Strowmana[177]
  - Ericka Rowana
  - Daniela Bryana[178]
  - Luke’a Harpera
  - Randy’ego Ortona[179]
- Przydomki
  - Jako Bray Wyatt
    - „The Eater of Worlds”
    - „The Man of 1,000 Truths”
    - „The New Face Of Fear”
    - „Deletor Of Worlds”
    - „The Fiend”

  - Jako Husky Harris
    - „The Army Tank with a Ferrari Engine”[180]
- Motywy muzyczne
  - „Smoke & Mirrors” ~ TV/TV[181] (używany podczas menedżerowania Cody’ego Rhodesa)
  - „We Are One” ~ 12 Stones[182] (używany jako część grupy The Nexus)
  - „This Fire Burns” ~ Killswitch Engage[183] (używany jako część grupy The New Nexus)
  - „Live In Fear” ~ Mark Crozer (od 22 kwietnia 2012 Do 12 sierpnia 2019)[184][185][186]
  - „Let Me In” ~ CFO$ (od 11 sierpnia 2019)

## Mistrzostwa i osiągnięcia
- Florida Championship Wrestling
  - FCW Florida Tag Team Championship (2 razy) – z Bo Rotundo[187][188]
- Pro Wrestling Illustrated
  - Feud roku (2010) – The Nexus vs. WWE[189]
  - Walka roku (2014) vs. John Cena w Last Man Standing matchu na gali Payback[190]
  - Najbardziej znienawidzony zawodnik roku, najlepszy heel (2010) – jako część grupy Nexus[191]
  - PWI umieściło go na 6. miejscu top 500 wrestlerów rankingu PWI 500 w 2014[192]
- Wrestling Observer Newsletter
  - Najlepszy gimmick (2013) The Wyatt Family[193]
  - Najgorsza walka roku (2014) vs. John Cena na gali Extreme Rules[194]
- WWE
  - WWE Championship (1 raz)[195]
  - WWE SmackDown Tag Team Championship (1 raz) – z Lukiem Harperem i Randym Ortonem (zasada Freebird Rule)[196]
  - WWE Universal Championship (2 razy jako The Fiend)